# Список умерших в 700 году

## Февраль
- 25 февраля — Мухаммад ибн аль-Ханафия — третий сын четвертого халифа Али, мусульманский религиозный деятель.

## Август
- 15 августа — Ди Жэньцзе — чиновник и государственный деятель династии Тан и династии Чжоу (правления императрицы У Цзэтянь).

## Сентябрь
- 2 сентября — Агрикола Авиньонский — епископ Авиньона (660—700), святой Католической церкви.

## Дата смерти неизвестна или требует уточнения
- Адо — герцог Фриуля.
- Аспарух — правитель булгар из династии Дуло, основатель первого болгарского государства на Дунае.
- Вислав — великий князь славянского племени бодричей и всего Союза ободритов.
- Вуна Уэссекская, жена святого Ричарда Уэссекского, блаженная Римско-католической церкви.
- Годеберта — святая Римско-Католической Церкви, монахиня.
- Дунгарт ап Кулмин — король Думнонии (661—700).
- Исаак Сирин — один из Отцов Церкви, христианский писатель-аскет, епископ Ниневии в Церкви Востока.
- Куниперт — король лангобардов (688—689 и 689—700).
- Рейнельда — святая Римско-Католической Церкви, дева и мученица.
- Фианнамайл — король гэльского королевства Дал Риада (697—700).
- Фланн мак Маэл Туйле — король Айлеха (681—700).